# Žabljak (Usora)
Pour les articles homonymes, voir Žabljak.
Žabljak (en cyrillique : Жабљак) est un village de Bosnie-Herzégovine. Il est situé dans la municipalité d'Usora, dans le canton de Zenica-Doboj et dans la fédération de Bosnie-et-Herzégovine. Selon les premiers résultats du recensement bosnien de 2013, il compte 747 habitants.

## Géographie
Le village est situé au bord de la rivière Usora, un affluent gauche de la Bosna.

## Démographie

### Évolution historique de la population dans la localité
| 1948 | 1953 | 1961 | 1971 | 1981  | 1991 | 2013 |
| ---- | ---- | ---- | ---- | ----- | ---- | ---- |
| -    | -    | 863  | 997  | 1 213 | 801  | 747  |

|  |